# Abyssorchomene gerulicorbis
Abyssorchomene gerulicorbis is een vlokreeftensoort uit de familie van de Uristidae. De wetenschappelijke naam van de soort is voor het eerst geldig gepubliceerd in 1976 door Shulenberger & Barnard.